# Gustav Gröber
Gustav Gröber (1844-1911), filólogo y romanista alemán, fue profesor de filología románica en la Universidad de Estrasburgo. Sus teorías sobre la evolución de la literatura medieval fueron muy influyentes, particularmente en su discípulo Ernst Robert Curtius. Se le debe una teoría acerca de la formación y estructuración de los cancioneros romances. Su obra comprende los textos Zeitschrift für romanische Philologie (1877) y Grundriss der romanischen Philologie, unter Mitwirkung von 25 Fachgenossen (1886).
- Datos: Q68870